# Vedius
安德魯·「安迪」·戴（英語：Andrew "Andy" Day，1991年6月17日—），化名「Vedius」，是一名威爾斯電子競技評述員，曾多次為英雄聯盟世界大賽和歐洲地區冠軍聯賽旁述，現為拳頭遊戲旗下的分析台賽評員。

## 生平
戴於威爾斯卡馬森郡蘭代洛出生和成長，自幼便喜歡電子遊戲，首款接觸的遊戲為大型多人在線遊戲《黑色契約》，並在大約17、18歲入讀大學前開始玩《英雄聯盟》，專精英雄為伊瑞莉雅。他隨後於2012年入讀卡迪夫大學攻讀心理學，大學時期曾參與學界電競賽事，並於2015年畢業。畢業後他打算在電競界發展，但認為自己的技術不夠好，因此萌生當評述員的念頭。他隨後通過拳頭遊戲的甄選成為比賽旁述，首場評論的賽事為北歐東歐地區賽（EU Nordic East），評述拍檔為。他於2016年起開始評述英雄聯盟歐洲地區冠軍聯賽，並在翌年認識和開始夥拍日後經常合作的實時賽評員Medic。2017年，戴獲邀為英雄聯盟世界大賽評述，並在隨後六年均有回歸進行賽評工作，成為世界大賽中最具代表性的評述員之一，後自2021年起成為世界大賽的分析台賽評員。2022年，戴因確診嚴重特殊傳染性肺炎而未能為2022年英雄聯盟季中邀請賽的對抗賽進行旁述，但在淘汰賽階段康復並重新回到評述台。
2021年，戴與另一位旁述員為宣傳2021年英雄聯盟歐洲冠軍聯賽推出原創歌曲〈皇冠〉（Crown），引起大眾關注。2022年1月，戴又與逆流而上樂隊合作，與一同客串演唱2022年英雄聯盟歐洲冠軍聯賽春季賽的宣傳單曲〈野火〉（Wildfire）。